# 難波成任
難波 成任 （なんば しげとう、1951年 - ）は、日本の植物病理学者。
専門は植物ウイルス学、植物細菌学、微生物学、分子生物学、感染生理学、植物医科学。農学博士 (1982)。東京都千代田区出身。東京大学植物病理学研究室教授。
最小生命体であるファイトプラズマや無生物である植物ウイルスについて、その全ゲノム解読や病原性遺伝子・抵抗性遺伝子・宿主特異性決定機構などの解明に世界に先駆け成功するなどの研究成果を挙げ、これらナノ病原体に普遍的な知見をもたらし、さらに最先端の研究成果を臨床現場に生かす先端技術を確立し、初めて植物病院を開設するなど臨床植物医科学を展開した。

## 略歴

### 学歴
東京教育大学附属高等学校（現・筑波大学附属高等学校）、東京大学農学部農業生物学科卒業、東京大学大学院農学系研究科修士課程修了、同博士課程修了、博士（農学）。

### 職歴
日本学術振興会奨励研究員、東京大学農学部助手（植物病理学研究室）、同大学農学部助教授、同大学農学部教授、東京大学大学院新領域創成科学研究科教授を経て現在、東京大学大学院農学生命科学研究科教授（植物病理学研究室）
この間、米国コーネル大学客員研究員（併任）、農林水産省招聘研究員（併任）、文部省学術国際局学術調査官（併任）、東京大学大学院農学生命科学研究科教授（植物医科学研究室）（兼務）、東京大学総長補佐（兼務）、法政大学企画・戦略本部特任教授（併任）を歴任。
現在、東京大学総長特任補佐（兼務）、（独）科学技術振興機構 低炭素社会戦略センター上席研究員を兼務。

## 業績
ファイトプラズマに関する研究
- マイコプラズマ様微生物 (MLO) の分類に世界で初めてリボソーム遺伝子の塩基配列による系統解析を導入し、それまで世界で1,000種類以上、国内で約40種類あったMLOをそれぞれ約30種と4種に整理分類した。またMLOとマイコプラズマの系統関係と翻訳システムの相違を発見し、MLOを「ファイトプラズマ」と改称し、プラスミドの昆虫伝搬能に関わる機能を解明するなど、ファイトプラズマ学創成に大きく貢献した。

これにより、日本植物病理学会賞を受賞した。
- 世界で初めてファイトプラズマの全ゲノム解読に成功した。ファイトプラズマが寄生宿主に大きく依存し、ゲノム縮小の方向に退行的に進化し、代謝系を極限まで切り詰めたため、核酸・タンパク質合成のみならず、エネルギー合成装置まで失っていることを明らかにした。

この成果とそれまでの業績により、日本マイコプラズマ学会賞を受賞した。
- ファイトプラズマの遺伝子発現を網羅的に解析するマイクロアレイを世界で初めて開発し、遺伝子機能を解明した。具体的には、微生物が特定の昆虫により伝搬される仕組みが、菌体表面を覆う膜タンパク質と昆虫の細胞骨格タンパク質アクチンとの結合の可否で決まることをファイトプラズマをモデルに世界で初めて発見した。また、ファイトプラズマが植物に引き起こす特徴的な天狗巣症状の原因因子(TENGUと命名)とその機能メカニズムを世界で初めて解明した（2003年 - 現在）。

この成果とそれまでの業績により、2010年度国際マイコプラズマ学会エミー・クラインバーガー・ノーベル賞を日本人ならびにファイトプラズマ研究者で初めて受賞した。
植物ウイルスに対する植物の抵抗性に関する発現･抑制機構と抵抗性遺伝子に関する研究
植物レクチンによる新規な広域ウイルス抵抗性機構(レクチン抵抗性)を発見し、作物化の過程でこの遺伝子が捨て去られたことを示した。また、植物の全身壊死症状がウイルスに対する抵抗性の一種であり、植物ウイルスの複製酵素がその引き金となっていることを明らかにした。さらに、植物のRNA干渉によるウイルス抵抗性機構をウイルスが1つの抑制タンパク質で回避すると言う従来の説を覆し、複数のタンパク質が機能を分散し多段階で抑制するメカニズムを発見した。この知見はいずれも世界で初めての発見であり、ウイルス抵抗性抑制機構のダイナミズムの統合的理解に大きく貢献した。
植物医科学分野の創設とその社会展開
- これらの先端的成果に基づいて、植物病治療や予防など、臨床技術開発と社会展開を目指す新たな学術領域「植物医科学」を提唱し、教科書を著した。植物医科学寄付講座の開設により植物医師を養成し、日本で初めての植物病院を東京大学に設置した。また、植物医科学の社会展開に向けた実証実験を進め、他大学に植物医師養成学科を設置し、自治体で1,000人規模の市民植物医師を養成した。
- 国内各地より植物病院に持ち込まれる検体から、国により特定重要病害に指定されているプラムポックスウイルス（和名：ウメ輪紋ウイルス）の国内侵入を初めて発見し、国によるウイルスの封じ込め事業に携わり、先端技術を応用した世界初の診断キットを開発･製品化した。なお、プラムポックスウイルスのウメにおける発生の確認は世界で初めてである。さらに、微生物のゲノム情報に基づき特定の微生物のみを生育させる選択培地設計システム「SMART法」を考案し、新たな病害診断手法の基盤を築いた。

その他の研究業績
東京大学・植物医科学研究室、植物病理学研究室のホームページで参照できる。

## 受賞歴
- 1981年（昭和56年） - 日本植物病理学会学術奨励賞
- 2001年（平成13年） - 日本植物病理学会賞
- 2004年（平成16年） - 日本マイコプラズマ学会北本賞
- 2010年（平成22年） - 国際マイコプラズマ学会 エミー・クラインバーガー・ノーベル賞
- 2013年（平成25年） - 紫綬褒章受勲[3]
- 2014年（平成26年） - 日本農学賞
- 2014年（平成26年） - 読売農学賞
- 2017年（平成29年） - 日本学士院賞
- 2024年（令和6年） - 瑞宝中綬章[4][5]

## 著作
主なもの
- 『植物ウイルス事典』（輿良清ら編）朝倉書店 1983
- 『植物病理学事典』（日本植物病理学会編）養賢堂 1995
- 『植物ウイルスの分子生物学―分子分類の世界』土崎常男らと共編・共著 学会出版センター 1996 ISBN 4762298212
- 『ウイルス学』 共著 朝倉書店 1997
- 『最新植物病理学』 柘植尚志らと共編・共著 朝倉書店 2004
- 『新農学大事典』（農学大事典編集委員会編） 共著 2004
- 『生化学事典第4版』 共著 東京化学同人 2007
- 『タンパク質の事典』共著 朝倉書店 2008
- 『微生物の事典』共著 朝倉書店 2008
- 『植物医科学（上）』養賢堂 監修・執筆 2008
- 『植物ウイルス学』 上田一郎らと共編・共著 朝倉書店 2009
- 『植物病理学』 眞山滋志と共編 文永堂出版 2010
- 『岩波生物学事典第5版』 共著 岩波書店 2013
- 『東大エグゼクティブ・マネジメント デザインする思考力』 東大EMP･横山禎徳編 東大出版会 2014
- 『創造する破壊者 ファイトプラズマ 生命を操る謎の細菌』難波成任著 東大出版会 2017
- 『植物医科学第2版』養賢堂 監修・執筆 2022

## 論文
東京大学・植物医科学研究室、植物病理学研究室、のホームページで参照できる。